# Jennings, Oklahoma
Jennings är en kommun (town) i Pawnee County i Oklahoma. Vid 2020 års folkräkning hade Jennings 280 invånare.